# Chapelle des Annonciades de Pontarlier
La chapelle des Annonciades est une ancienne chapelle conventuelle des annonciades célestes, arrivées à Pontarlier en 1612. Elle est protégée des monuments historiques. Elle est située à Pontarlier dans le département français du Doubs

## Histoire
La construction du couvent des Annonciades de Pontarlier commence en 1612 par Antoine Belin et se poursuit par la chapelle et le portail par Nicolas Cailler de 1713 à 1715. Les sculptures des vantaux sont de Joseph Guyon en 1725. Les annonciades célestes (appelées ainsi à cause de la couleur de leur manteau et de leur scapulaire bleu ciel), qui constituent un ordre contemplatif strict suivant la règle de saint Augustin,  fondent plusieurs couvents dans la région. Elles sont expulsées par les lois révolutionnaires de 1790. Leur ordre ne retrouvera plus jamais son ampleur d'origine.
La chapelle bénéficie de deux protections au titre des monuments historiques : un classement pour son portail en 1913, et une inscription pour le reste de la chapelle en 1936. Les vantaux du portail sont également classés à titre objet en 1913.
Désacralisée et seul vestige de l'ancien couvent, la chapelle est devenue une salle d'exposition depuis la fin des années 1920,.

## Localisation
La chapelle est située dans le centre-ville de Pontarlier, au 69 rue de la République.

## Architecture et mobilier
La nef est à trois travées et présente des pilastres à chapiteaux de style ionique.